# Victor Raider-Wexler
Victor Raider-Wexler (...) è un attore e doppiatore statunitense.

## Carriera
Ha esordito negli anni '70. È stato il direttore di scena della commedia di Broadway del 1976 Best Friend. Negli anni '80, iniziò a comparire in episodi di serie come Kate e Allie e Crime Story. Tuttavia, la sua carriera è stata catapultata negli anni '90 con circa 45 crediti nel decennio. È apparso in Blue Jeans, Friends, Murder One, E.R. - Medici in prima linea, Sposati... con figli, Alright Already, Dharma & Greg, Tutti amano Raymond, Dr. House - Medical Division Senza traccia e The War at Home. Ha ricoperto spesso il ruolo di un avvocato, giudice o medico. Ha doppiato il leader dei troll Vendel nella serie animata Netflix Trollhunters - I racconti di Arcadia. Ha anche doppiato Frederic Estes nella seconda stagione della serie animata di Netflix Baby Boss - Di nuovo in affari.
Ha interpretato anche Hershel nell'opera teatrale Hershel and the Hanukkah Goblins al Jewish Community Center della Greater Kansas City.
Ha ricoperto i panni di Marley nella commedia teatrale natalizia del 2016 A Christmas Carol al Kansas City Repertory Theatre.

## Filmografia parziale

### Cinema
- Beniamino (Benji), regia di Joe Camp (1974)
- Storia di noi due (The Story of Us), regia di Rob Reiner (1999)
- Le avventure di Rocky e Bullwinkle (The Adventures of Rocky & Bullwinkle), regia di Des McAnuff (2000)
- Il dottor Dolittle 2 (Dr. Dolittle 2), regia di Steve Carr (2001)
- Minority Report, regia di Steven Spielberg (2002)
- Piccole bugie travestite (Die, Mommie, Die!), regia di Mark Rucker (2003)
- La ricerca della felicità (The Pursuit of Happyness), regia di Gabriele Muccino (2006)
- Saturday Morning, regia di Rob Greenberg (2007)

### Televisione
- Il mostro delle nevi (Snowbeast), regia di Herb Wallerstein – film TV (1977)
- La valle dei pini (All My Children) – serie TV, un episodio (1985)
- Kate e Allie (Kate & Allie) – serie TV, un episodio (1985)
- Crime Story – serie TV, episodio pilota (1986)
- Una detective in gamba (Leg Work) – serie TV, un episodio (1987)
- Monsters – serie TV, un episodio (1990)
- Law & Order - I due volti della giustizia (Law & Order) – serie TV, 2 episodi (1991-1994)
- Blue Jeans (The Wonder Years) – serie TV, un episodio (1993)
- The Larry Sanders Show – serie TV, 3 episodi (1993-1996)
- Seinfeld – serie TV, 4 episodi (1993-1998)
- Bayside School - Un anno dopo (Saved by the Bell: The College Years) – serie TV, un episodio (1994)
- Dream On – serie TV, un episodio (1994)
- La mia rivale (A Friend to Die For), regia di William A. Graham – film TV (2004)
- Un papà da prima pagina (Madman of the People) – serie TV, un episodio (1995)
- Liz, la diva dagli occhi viola (Liz: The Elizabeth Taylor Story), regia di Kevin Connor – film TV (1995)
- Una famiglia a tutto gas (Brotherly Love) – serie TV, un episodio (1995)
- Murder One – serie TV, un episodio (1995)
- Friends – serie TV, un episodio (1995)
- Sposati... con figli (Married... with Children) – serie TV, un episodio (1996)
- Sisters – serie TV, un episodio (1996)
- Living Single – serie TV, un episodio (1996)
- The Drew Carey Show – serie TV, 2 episodi (1996)
- Tutti amano Raymond (Everybody Loves Raymond) – serie TV, 9 episodi (1996-2004)
- Una famiglia del terzo tipo (3rd Rock from the Sun) – serie TV, un episodio (1996)
- E.R. - Medici in prima linea (ER) – serie TV, un episodio (1997)
- Lois & Clark - Le nuove avventure di Superman (Lois & Clark: The New Adventures of Superman) – serie TV, un episodio (1997)
- NYPD - New York Police Department (NYPD Blue) – serie TV, 2 episodi (1997-2004)
- Caroline in the City – serie TV, un episodio (1998)
- The Lot – serie TV, 13 episodi (1999)
- In tribunale con Lynn (Family Law) – serie TV, un episodio (1999)
- Due ragazzi e una ragazza (Two Guys and a Girl) – serie TV, 9 episodi (2000-2001)
- The King of Queens – serie TV, 11 episodi (2001-2007)
- It's Like, You Know... – serie TV, un episodio (2001)
- Dharma & Greg – serie TV, 2 episodi (2002)
- Giudice Amy (Judging Amy) – serie TV, un episodio (2002)
- West Wing - Tutti gli uomini del Presidente (The West Wing) – serie TV, un episodio (2002)
- Reba – serie TV, un episodio (2002)
- Sabrina, vita da strega (Sabrina, the Teenage Witch) – serie TV, un episodio (2003)
- Angel – serie TV, un episodio (2003)
- Oliver Beene – serie TV, 3 episodi (2003-2004)
- Eve – serie TV, un episodio (2004)
- Crossing Jordan – serie TV, un episodio (2004)
- Boston Legal – serie TV, un episodio (2004)
- Pazzi d'amore (Committed) – serie TV, un episodio (2005)
- Dr. House - Medical Division (House, M.D.) – serie TV, un episodio (2005)
- Numb3rs – serie TV, un episodio (2005)
- Senza traccia (Without a Trace) – serie TV, un episodio (2005)
- The War at Home – serie TV, un episodio (2006)
- Courting Alex – serie TV, un episodio (2006)
- My Name Is Earl – serie TV, un episodio (2006)
- NCIS - Unità anticrimine (NCIS) – serie TV, un episodio (2007)
- Til Death - Per tutta la vita ('Til Death) – serie TV, un episodio (2007)

### Doppiaggio
- Extreme Ghostbusters – serie TV, un episodio (1997)
- I Rugrats (Rugrats) – serie TV, un episodio (1999)
- Batman of the Future – serie TV, 2 episodi (1999-2000)
- American Dad! – serie TV, 6 episodi (2007-2013)
- Legion of Super Heroes – serie TV, un episodio (2007)
- Trollhunters - I racconti di Arcadia (Trollhunters: Tales of Arcadia) – serie TV, 23 episodi (2016-2018)
- Baby Boss - Di nuovo in affari (The Boss Baby: Back in Business) – serie TV, 8 episodi (2018-2020)

## Doppiatori italiani
Nelle versioni in italiano delle opere in cui ha recitato, Victor Raider-Wexler è stato doppiato da:
- Vittorio Di Prima ne Il dottor Doolittle 2, Angel
- Dario Penne in Friends
- Domenico Maugeri in Storia di noi due
- Angelo Nicotra in Minority Report
- Bruno Alessandro in Dr. House - Medical Division
- Romano Malaspina in Courting Alex
- Renato Cortesi in NCIS - Unità anticrimine
- Ivo Fedeli in Crime Story - Le strade della violenza (ridoppiaggio)